# Stanislaus Kobierski
Stanislaus Kobierski, també conegut com a Tau Kobierski, (15 de novembre de 1910 - 18 de novembre de 1972) fou un futbolista alemany dels anys 1930.

## Trajectòria
Tota la seva carrera esportiva la visqué al Fortuna Dusseldorf on guanya la lliga alemanya l'any 1937. Jugà amb la selecció alemanya entre 1931 i 1941 un total de 26 partits i marcà 9 gols. Participà en la Copa del Món de 1934 on marcà un gol enfront Bèlgica.